# فهرست دایره‌های سنگی
دایره‌های سنگی (انگلیسی: stone circles) بنای یادبودی از سنگها است که به صورت دایره یا بیضوی ساخته شده‌اند. چنین بناهایی به دلایل مختلف در طول تاریخ در بسیاری از نقاط جهان ساخته شده‌اند. مشهورترین دایره سنگ‌ها در سراسر جزایر بریتانیا در اواخر دوران نوسنگی و اوایل دوران مفرغ، با بیش از ۱۰۰۰ نمونه بازمانده از جمله Avebury، حلقه پورلاک و استون هنج (Stonehenge)به وجود آمده‌اند. یکی دیگر از سنت‌های ماقبل تاریخ در جنوب اسکاندیناوی در طول عصر آهن، جایی که حلقه‌های سنگی ساخته شده بود تا به عنوان یادبودهای مردگان مورد استفاده قرار گیرد، در خارج از اروپا، نمونه‌هایی از حلقه‌های سنگی شامل اتلت یام در اسرائیل ۶۹۰۰، ۶۳۰۰ قبل از میلاد مسیح و گیلگال رفائیم در ۴۰۰۰، ۳۰۰۰ قبل از میلاد و بناهای عصر برنز در هنگ کنگ است. حلقه‌های سنگی نیز در سایت‌های باستان‌شناسی واقع در سنگال و گامبیا وجود دارد.
لیست زیر عکاسی ناقص از این دایره سنگی‌ها است.

## برزیل

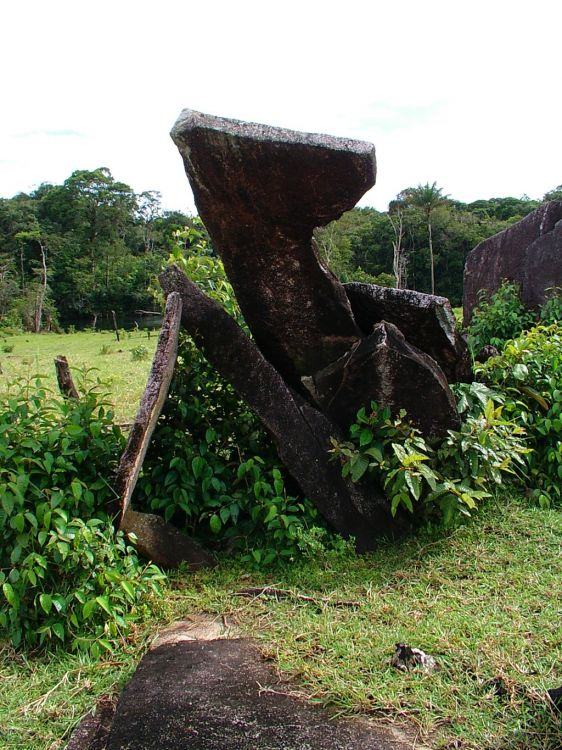
رصدخانه نجومی کالچوئن

## بریتانیا و ایرلند
در روزنامه اوبری برل، هزار و ۳۰۳ حلقه سنگی در انگلیس، ایرلند و بریتانی آورده شده‌است. بیشتر این موارد در اسکاتلند یافت می‌شود و ۵۰۸ سایت ثبت شده‌است. در جزیره ایرلند ۳۴۳ نفر وجود دارد؛ در انگلیس ۳۱۶ مورد. ۸۱ در ولز؛ ۴۹ در بریتنی؛ و ۶ در جزایر کانال

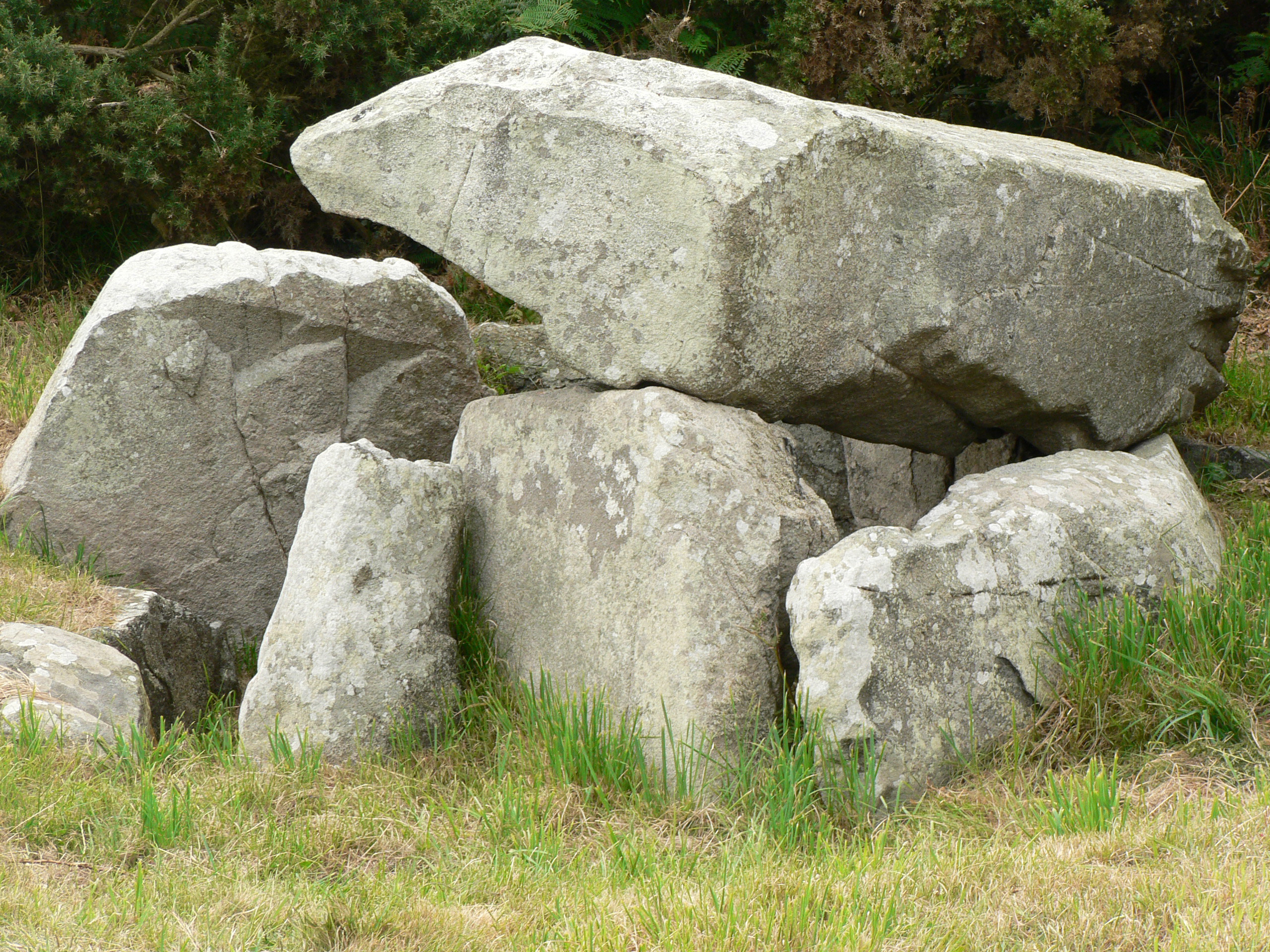
یک اتاق دفن در دوره نوسنگی یا اوایل عصر برنز ،

## جزایر کانال

#### گرنزی

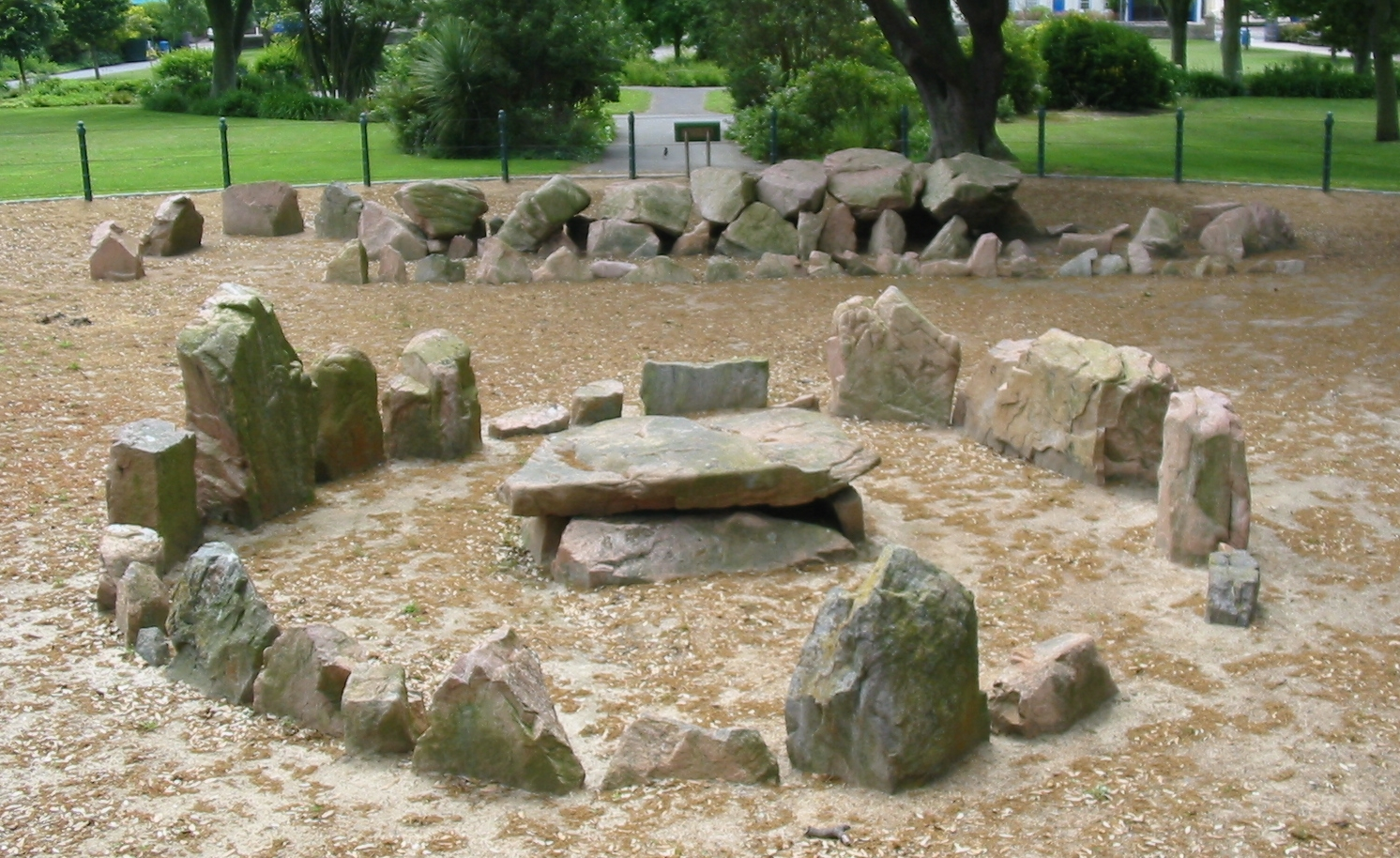
اولین سازه ، سنت هلر جرزی

برای اولین بار حفاری شده در سال ۱۸۳۷–۱۸۴۰. در سال ۱۹۸۱ دوباره کاوش شد.

## انگلیس

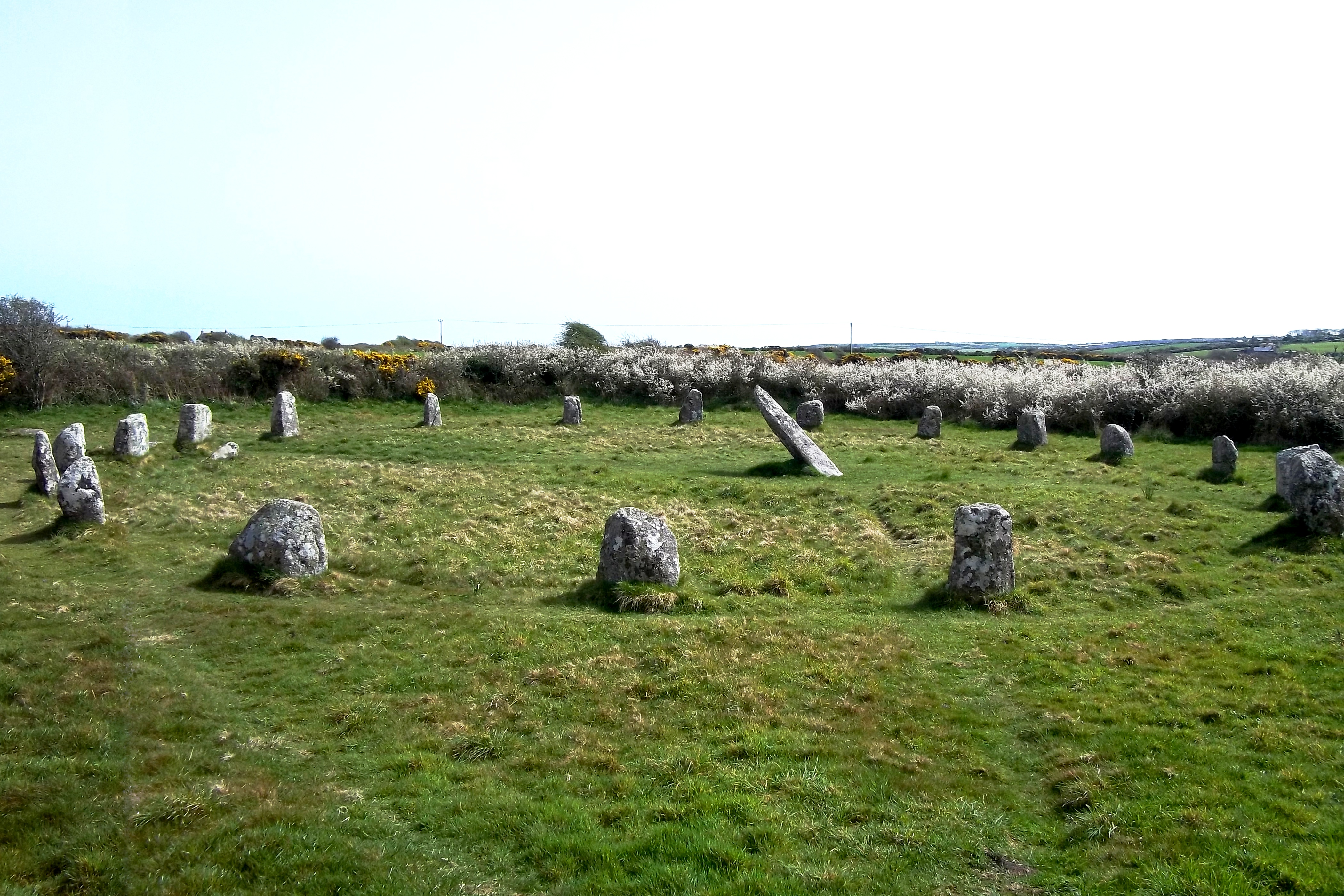
دایره سنگی بوسکاوین-اون، شش کیلومتری غرب پنزانس، کورن وال، انگلیس. دو عکس با هم ادغام شده و کل دایره سنگی را نشان می‌دهد.

#### کورنوال
بوسکاوین - اون دایره ای سنگی با یک ستون متمایل در قسمت داخلی آن.

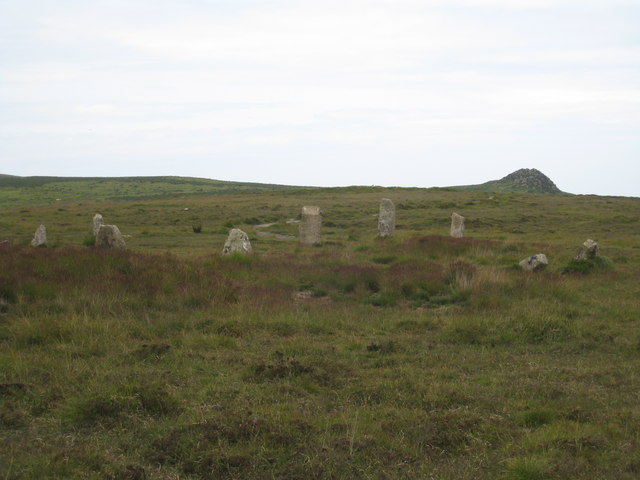
بوسکندان

بوسکندان حلقه سنگی نیمه بازسازی شده در نزدیکی روستایی بوسکندان، حدود ۶ کیلومتری (۴ مایل) شمال غربی شهر پنزانس.

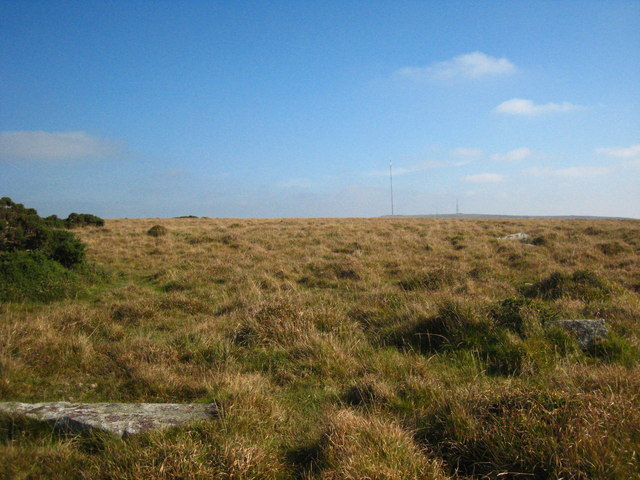
کرادوک مور

کرادوک مور در نزدیکی مینیونز در شمال غربی هارلرس.

## بلژیک

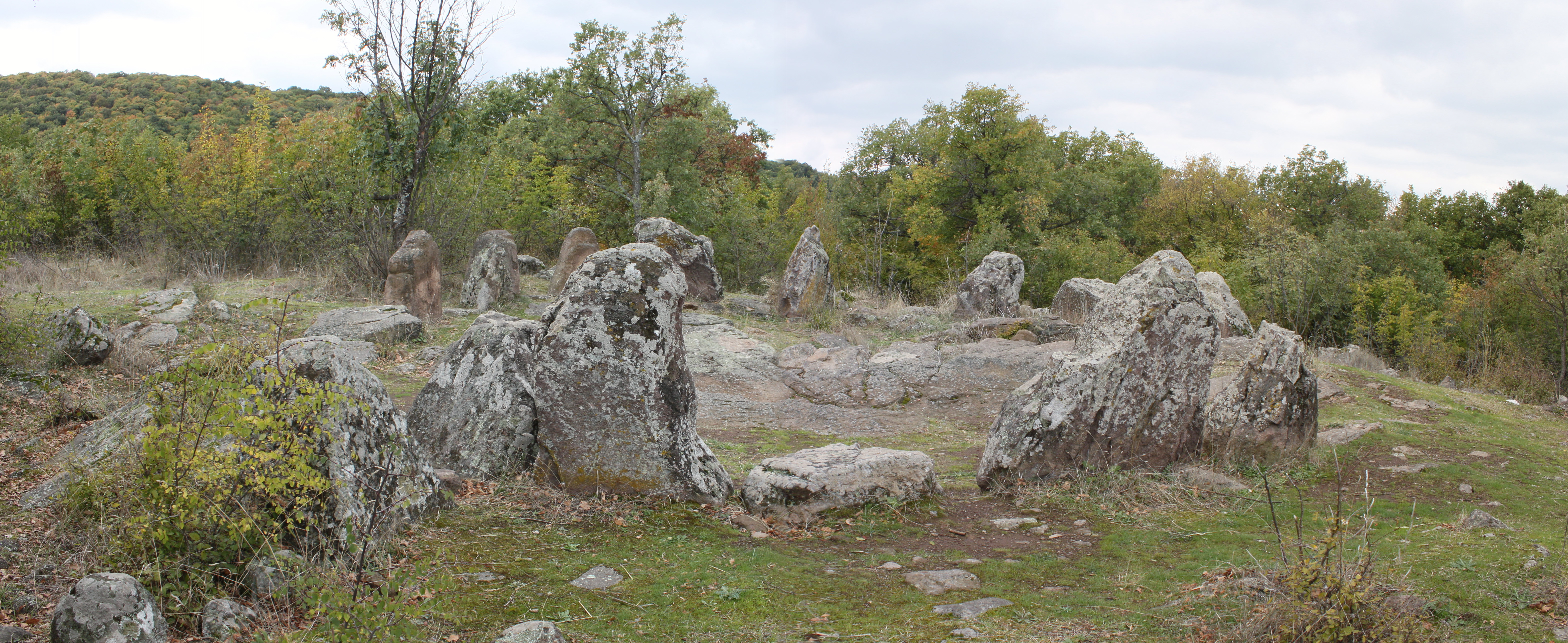
کروملج نزدیکی دولانی گلواناک

### کروملج یا (Cromlech)
در دو کیلومتری روستای دولنی گلاواناک متعلق به (قرن ۸ و ۷ قبل از میلاد)

## مراکش

### کروملج مازورا

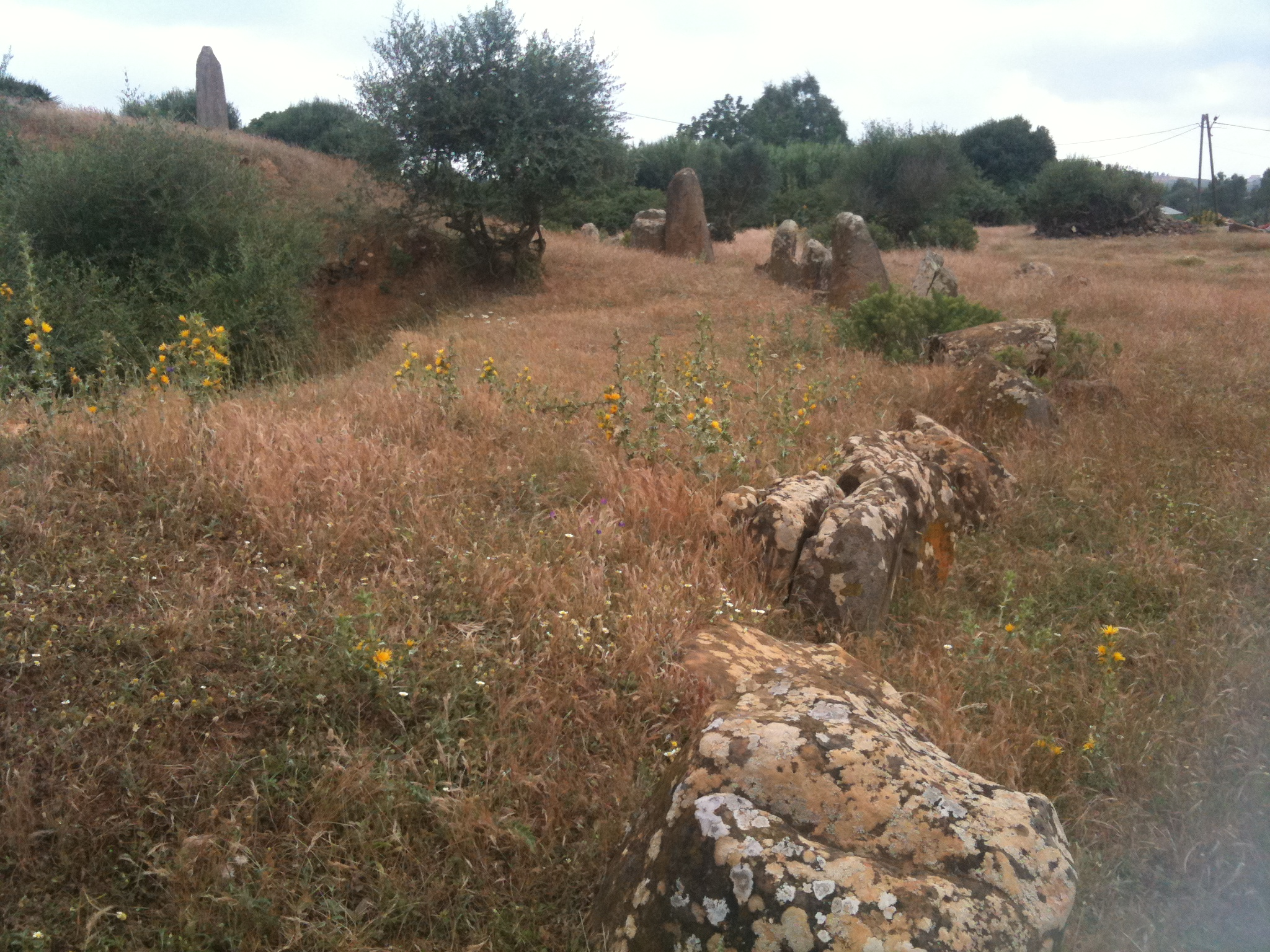
دایره سنگی مازورا

یک مکان باستان‌شناسی است که یک حلقه سنگی در شمال مراکش است. این مکان در نزدیکی روستای شواهید،
۱۵ کیلومتری جنوب شرقی آسیله واقع شده‌است